# Rodica Dunca
Rodica Dunca (Baia Mare, Rumania, 16 de mayo de 1965) es una gimnasta artística campeona olímpica en 1984 en el concurso por equipos.

## 1979
En el Mundial celebrado en Fort Worth (Texas) consiguió el oro en el concurso por equipos, por delante de la Unión Soviética y Alemania del Este, siendo sus compañeras de equipo: Nadia Comăneci, Emilia Eberle, Melita Ruhn, Dumitriţa Turner y Marilena Vladarau.

## 1980
En los JJ. OO. de Moscú gana la plata por equipos, tras la Unión Soviética y por delante de Alemania del Este, siendo sus compañeras en esta ocasión: Nadia Comăneci, Emilia Eberle, Cristina Elena Grigoraş, Melita Ruhn y Dumitrița Turner.